# Zbigniew Zagórski
Zbigniew Feliks Zagórski (ur. 18 maja 1942) – polski okulista, profesor medycyny. 
Specjalizuje się w badaniach dotyczących m.in. powierzchni oka, rogówki, leczenia jaskry oraz chirurgii przedniego odcinka oka.
Stopień doktorski (1974) oraz habilitację (1979) zdobył na Akademii Medycznej w Lublinie. W okresie 1968-80 pracował w lubelskiej Klinice Okulistyki, którą kierował prof. Tadeusz Krwawicz. Był wielokrotnym stypendystą na belgijskim Uniwersytecie w Gandawie oraz w bawarskim Uniwersytecie w Erlangen. W okresie 1991–2006 pełnił funkcję kierownika Katedry i I Kliniki Okulistyki lubelskiej Akademii Medycznej. 
Członek towarzystw zagranicznych: American Academy of Ophthalmology, International Council of Ophthalmology (1994-2010 - reprezentant regionu Europy Środkowo-Wschodniej, 2002-2010 - członek zarządu), Europejskiej Akademii Okulistyki (od 2004) oraz Academia Ophthalmologica Internationalis (od 2003).
Był członkiem zarządu Polskiego Towarzystwa Okulistycznego. Zasiadał także w radzie naukowej fundacji Watch Health Care (WHC) oraz w komitecie redakcyjnym periodyku naukowego „Ophthalmology".
Jest współautorem podręcznika „Choroby rogówki, twardówki i powierzchni oka" (wyd. 2008, ISBN 978-83-60608-16-6). Swoje prace publikował w czasopismach polskich i zagranicznych, m.in. w „Klinice Ocznej".